# Нази-Бугаш
Нази-Бугаш (mNa-zi-Bu-ga-aš) — касситский царь Вавилонии, правил приблизительно в 1346 году до н. э.
В состав его имени входит касситское слово «Бугаш» (бог).
О царе Нази-Бугаше упоминают две месопотамские хроники — АВС 21 (Синхроническая история) и АВС 22 (Хроника Р), называя несколько разные имена этого правителя. В Синхронической истории он назван Нази-Бугашем, а Хроника Р называет его Шузигашем.
Из этих документов становится известно, что Нази-Бугаш был посажен на престол восставшими касситами после свержения Караиндаша II, но вскоре он в свою очередь был свергнут ассирийским царём Ашшур-убаллитом I, который возвёл на престол дядю своего внука Куригальзу II.
| III Вавилонская (касситская) династия |                                 |                         |
| Предшественник: Караиндаш II          | царь Вавилона ок. 1346 до н. э. | Преемник: Куригальзу II |